# Museu de la Ciutat de Castelló
El Museu de la Ciutat de Castelló, també conegut per les seues sigles MUCC, és un museu de Castelló de la Plana dependent del seu Ajuntament i creat amb la finalitat d'organitzar i difondre el patrimoni cultural i etnològic de la ciutat. El MUCC es troba distribuït en diverses seus repartides per la localitat.

## Història

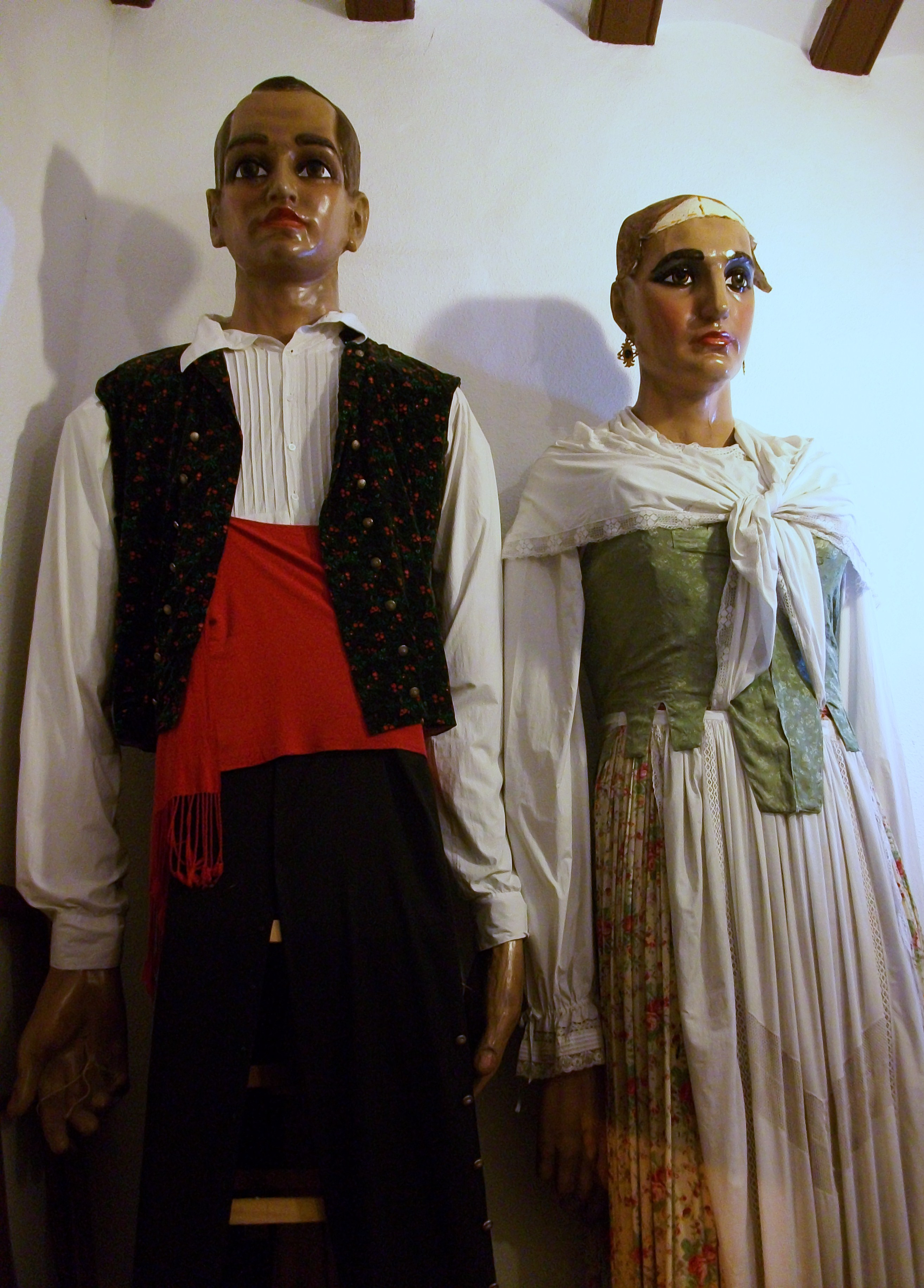
Gegants en el Museu d'Etnologia de Castelló

El MUCC fon creat el 2018 a iniciativa de l'àrea de cultura de l'Ajuntament de Castelló amb l'objectiu d'organitzar i fer valdre el patrimoni cultural de Castelló, i es va concebre com un museu distribuït en diverses seus. Inicialment, es van incloure en el projecte edificis que ja estaven funcionant en eixe àmbit: el Museu d'Etnologia de Castelló, el Fadrí i el Museu de la Mar. Més avant es van incorporar altres espais, així com la gestió de diferents rutes arreu la ciutat.
Segons fonts del mateix ajuntament, en 2018 van passar per les seus obertes del MUCC 43.500 persones, mentre que en 2019 van ser 58.516 les visites dels espais oberts al públic.
La Conselleria de Cultura de la Generalitat Valenciana va reconéixer el MUCC com a museu oficial del País Valencià l'any 2019, passant així a formar part de les campanyes de difusió i promoció realitzades des de l'organisme autonòmic.
El 2020 l'Ajuntament de Castelló adquirí a través del MUCC una sèrie d'obres d'art contemporani procedents d'artistes nascuts o residents a la ciutat i a la província de Castelló amb l'objectiu de fer costat als artistes locals. La convocatòria es va repetir en 2021 i 2022. D'aquesta manera, el MUCC també gestiona la Col·lecció Municipal d'Art Contemporani.

## Les seus

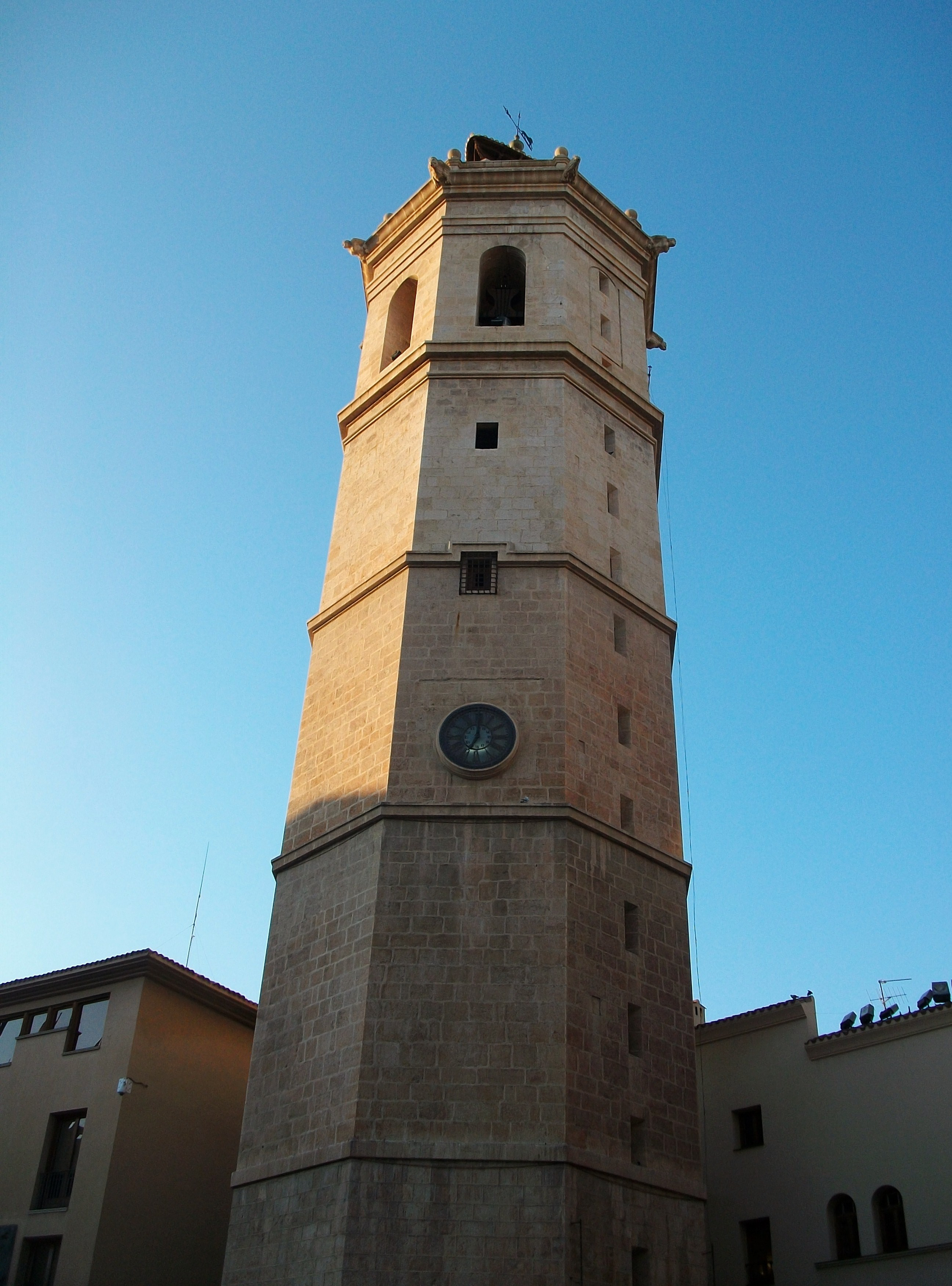
El Fadrí.

El MUCC es troba distribuïts en diferents seus que formen part del patrimoni cultural de la ciutat:
- El Museu d'Etnologia: situat a la Casa Matutano, una casa senyorial del segle xviii , exposa més de 2.000 peces que il·lustren la manera de vida, els oficis i les festes tradicionals a la ciutat.
- El Fadrí: torre campanar situada al costat de la cocatedral de Santa María i realitzada en estil gòtic valencià durant els segles xv i xvi.
- El Museu de la Mar: situat en el Grau de Castelló exposa maquetes d'embarcacions, eines de pesca tradicionals i fotografies històriques.
- El Centre d'Interpretació del Castell Vell (seu del MUCC des de 2018): castell d'origen musulmà construït entre els segles xi i xiii on se situa l'origen de l'actual ciutat de Castelló.
- El Refugi Antiaeri de la Plaça Tetuan (seu des de 2018): construït durant la Guerra Civil, ha sigut rehabilitat per a recordar els horrors de la guerra.
- La Vila Romana de Vinamargo (seu des de 2019): el jaciment romà documentat més gran fins al moment a la província de Castelló que data dels segles i o ii.

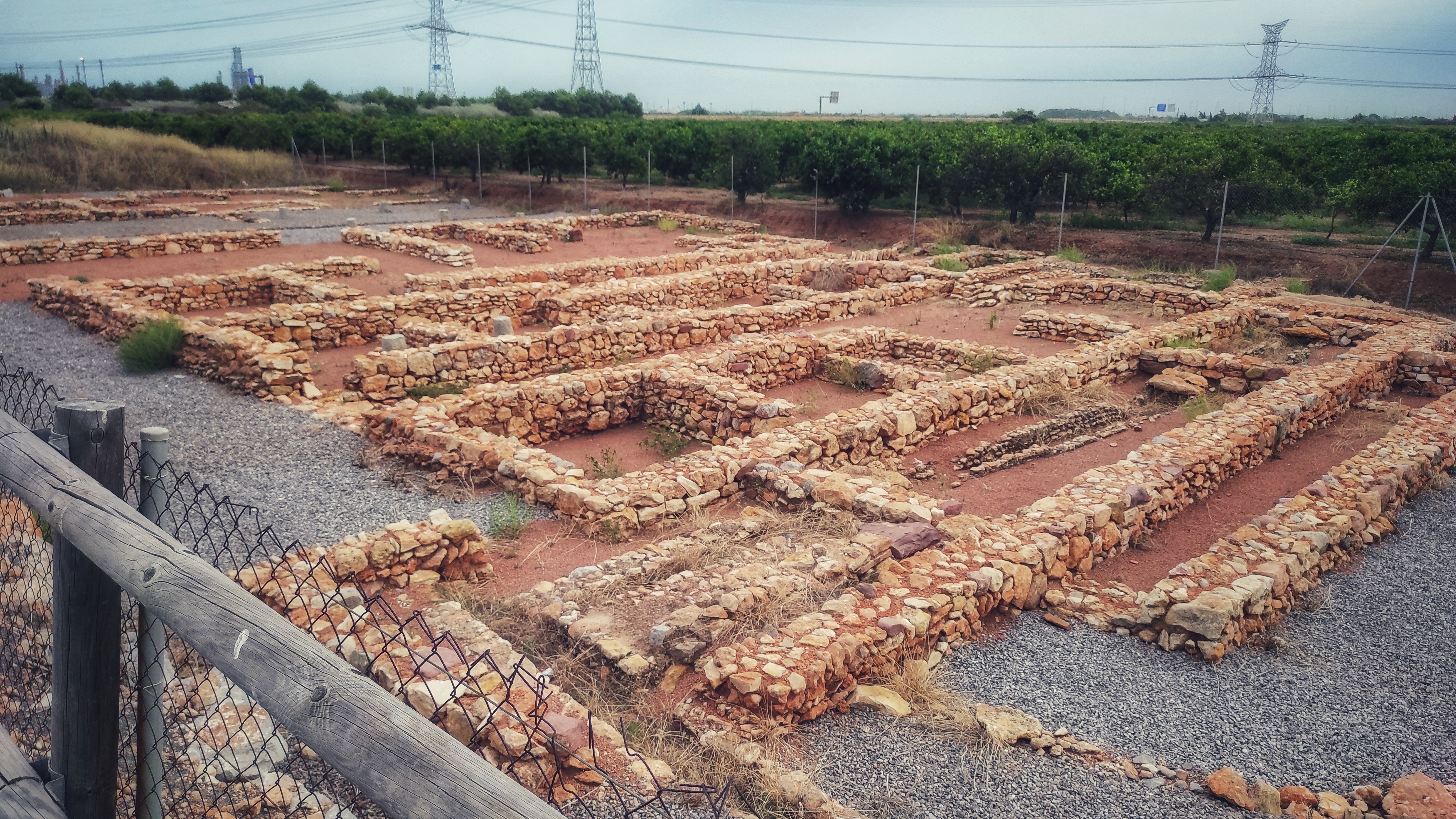
Restes de la vila romana de Vinamargo.

També es consideren en l'àmbit actual o pròxim del MUCC altres espais de la ciutat com ara el Parc Ribalta, la Muralla Liberal, el Segon Molí o el Museu de la Festa.

## Altres iniciatives
A més de la gestió de les diferents seus, el MUCC duu a terme altres iniciatives encaminades a valorar el patrimoni i la cultura de la ciutat, com ara:
- Diferents itineraris culturals per llocs significatius de la ciutat que es poden realitzar seguint els panells informatius, amb audioguies o mitjançant visites guiades: Castelló republicà,[9] Muralla medieval,[10] La Ruta de les Ermites de Castelló,[11] etc. En aquest sentit, destaquen els itineraris del cementeri de Sant Josep: Dones immortals,[12] Ensenyants capdavanters,[13] etc.
- Exposicions de les peces gestionades pel MUCC en altres espais expositius de la ciutat, com l'exposició de peces arqueològiques de la vila romana de Vinamargo realitzada en el Museu de Belles arts[14] o l'exposició de la "Col·lecció Municipal d'Art Contemporani" realitzada en l'edifici del Menador.[6]
- Recopilació de testimoniatges de dones dins del projecte “Elles habiten la ciutat” que ha sigut incorporat a la plataforma Women’s Legacy que engloba iniciatives i projectes europeus d'experiències en la interpretació del patrimoni cultural des de la perspectiva de gènere.[15]